# New Hope, Oregon
New Hope är en ort i Josephine County i delstaten Oregon, USA.